# Matt Roy
Pour les articles homonymes, voir Roy.
 Matt Roy, né le 16 avril 1959 à New-York, est un bobeur américain.

## Palmarès

### Coupe du monde
- 2 globes de cristal (non-officiel) : 
  - Vainqueur du classement bob à 4 en 1987.
  - Vainqueur du classement combiné en 1987.